# Offenbacher Schrift

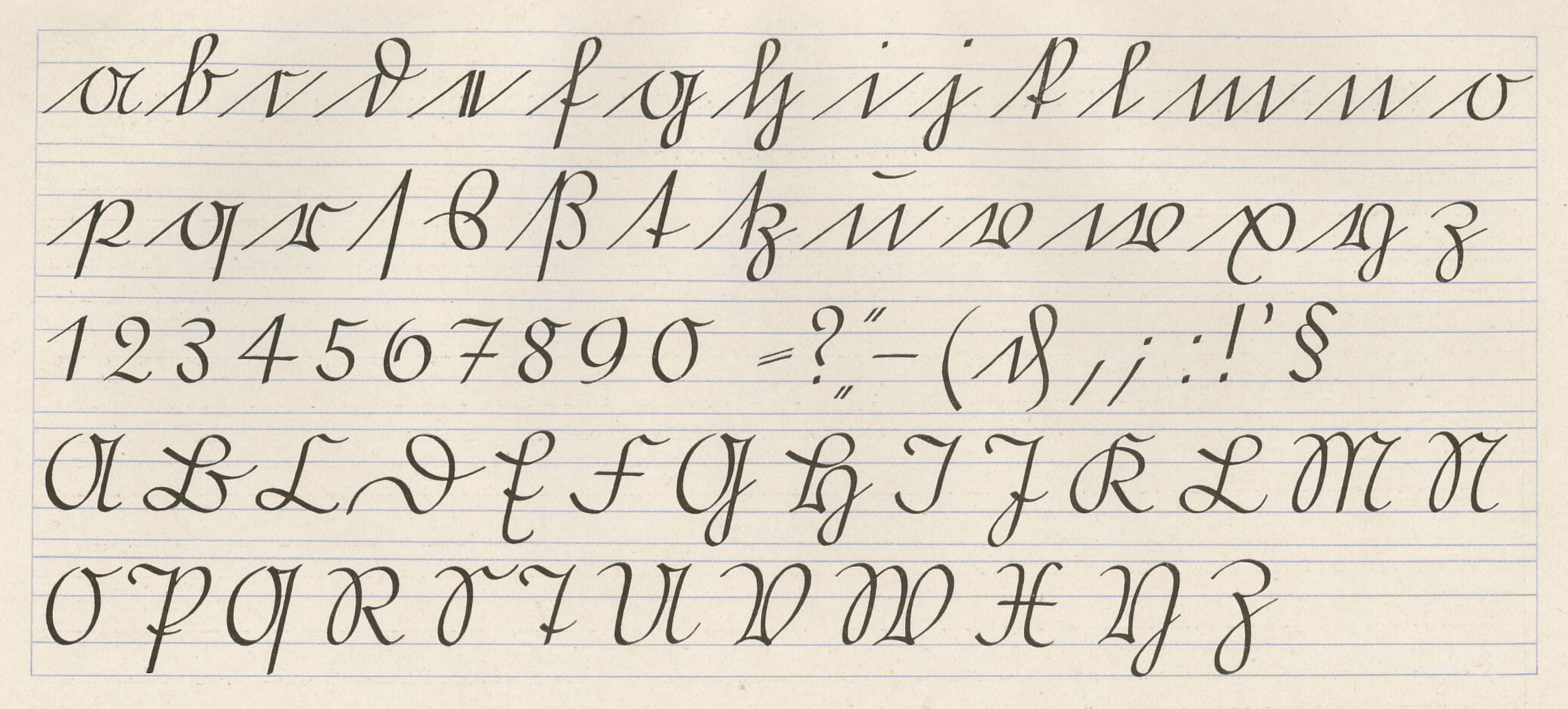
Das deutsche Alphabet

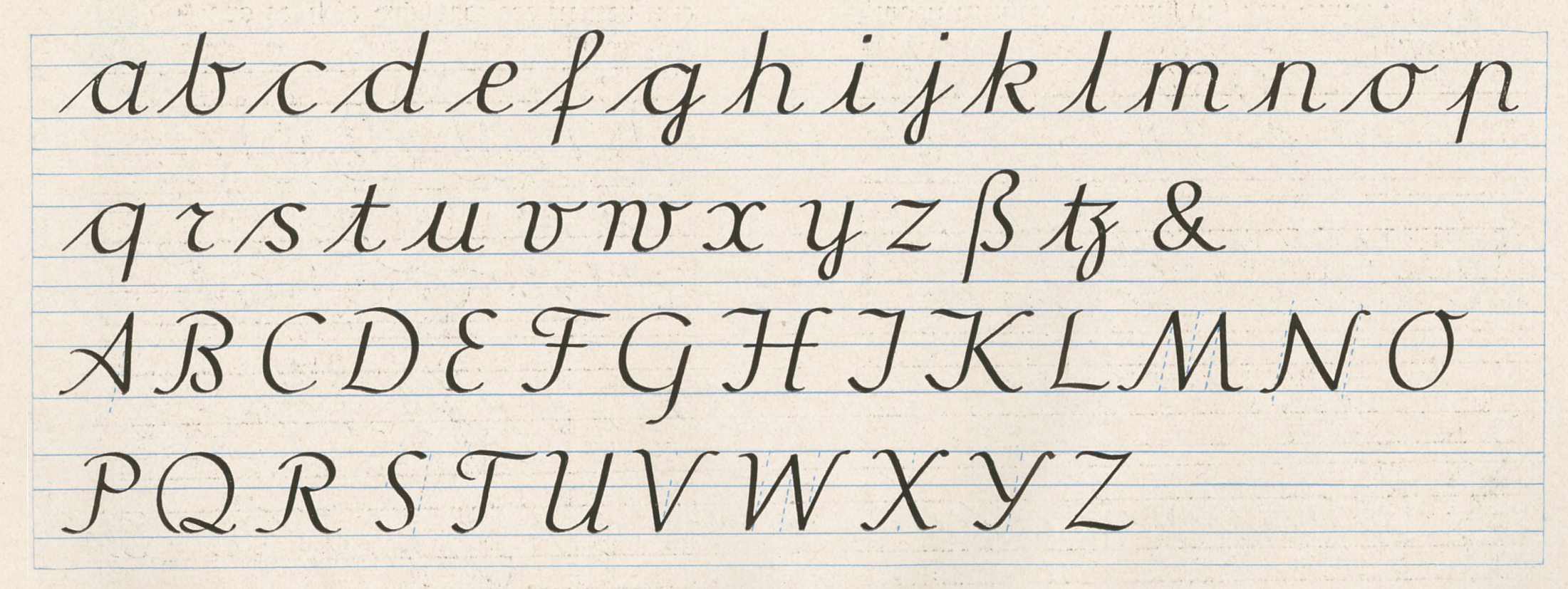
Das lateinische Alphabet

Die Offenbacher Schrift ist eine deutsche Schreibschrift, die 1927 von Rudolf Koch in zwei Versionen – als deutsches und als lateinisches Alphabet – entwickelt wurde. Sie wird gelegentlich als „Rudolf-Koch-Kurrent“ bezeichnet und soll nach Koch leichte Schreibbarkeit mit ästhetischer Schönheit verbinden.
Diese Schrift ist im Gegensatz zur Deutschen Kurrentschrift mittenbetont und hat ein Lineaturverhältnis von 2:3:2 oder 3:4:3 (Kurrentschrift  2:1:2) bei einem Neigungswinkel von etwa 75 bis 80 Grad (Kurrentschrift 70 Grad). Sie wird am besten mit einer Breit- oder Bandzugfeder geschrieben, wobei die meißelförmige Schreibspitze einen Winkel von 15 bis 20 Grad zur Grundlinie bildet.
Als Ausgangsschrift konnte sich die Offenbacher Schrift in den Schulen nicht durchsetzen, ab 1930 war die Sütterlinschrift in den meisten deutschen Ländern offizielle Unterrichtsschrift. Die Offenbacher Schrift wurde von Martin Hermersdorf, einem Schüler Kochs, leicht überarbeitet und von 1950 bis 1955 unter dem Namen Koch-Hermersdorf-Schrift als Zweitschrift an bayerischen Schulen verwendet.

## Schriftprobe
|                                             | „Nur die Schrift allein |
| bewahret die göttlichen Gedanken            |                         |
| der weisen Männer                           |                         |
| und die Aussprüche der Götter,              |                         |
| ja selbst alle Philosophie und Wissenschaft |                         |
| und übergibt sie                            |                         |
| von Jahrhundert zu Jahrhundert              |                         |
| den kommenden Geschlechtern.“               |                         |
| Diodorus Siculus                            |                         |

## Zitat
„Unsere Zeit erfordert unbedingt eine Schrift, die von gesundem Schönheitsgefühl getragen ist, dabei verlangt unser Auge eher kräftige, herbe Formen als glatte, weiche.“ (Georg Haupt: Rudolf Koch – Der Schreiber, Insel-Verlag, Leipzig 1936)